# اورچیانو پیسانو
اورچیانو پیسانو (به ایتالیایی: Orciano Pisano) یک کومونه در ایتالیا است که در استان پیزا واقع شده‌است. اورچیانو پیسانو ۱۱٫۶ کیلومتر مربع مساحت و ۵۹۹ نفر جمعیت دارد و ۱۲۲ متر بالاتر از سطح دریا واقع شده‌است.